# Supremo Tribunal Judicial de Massachusetts

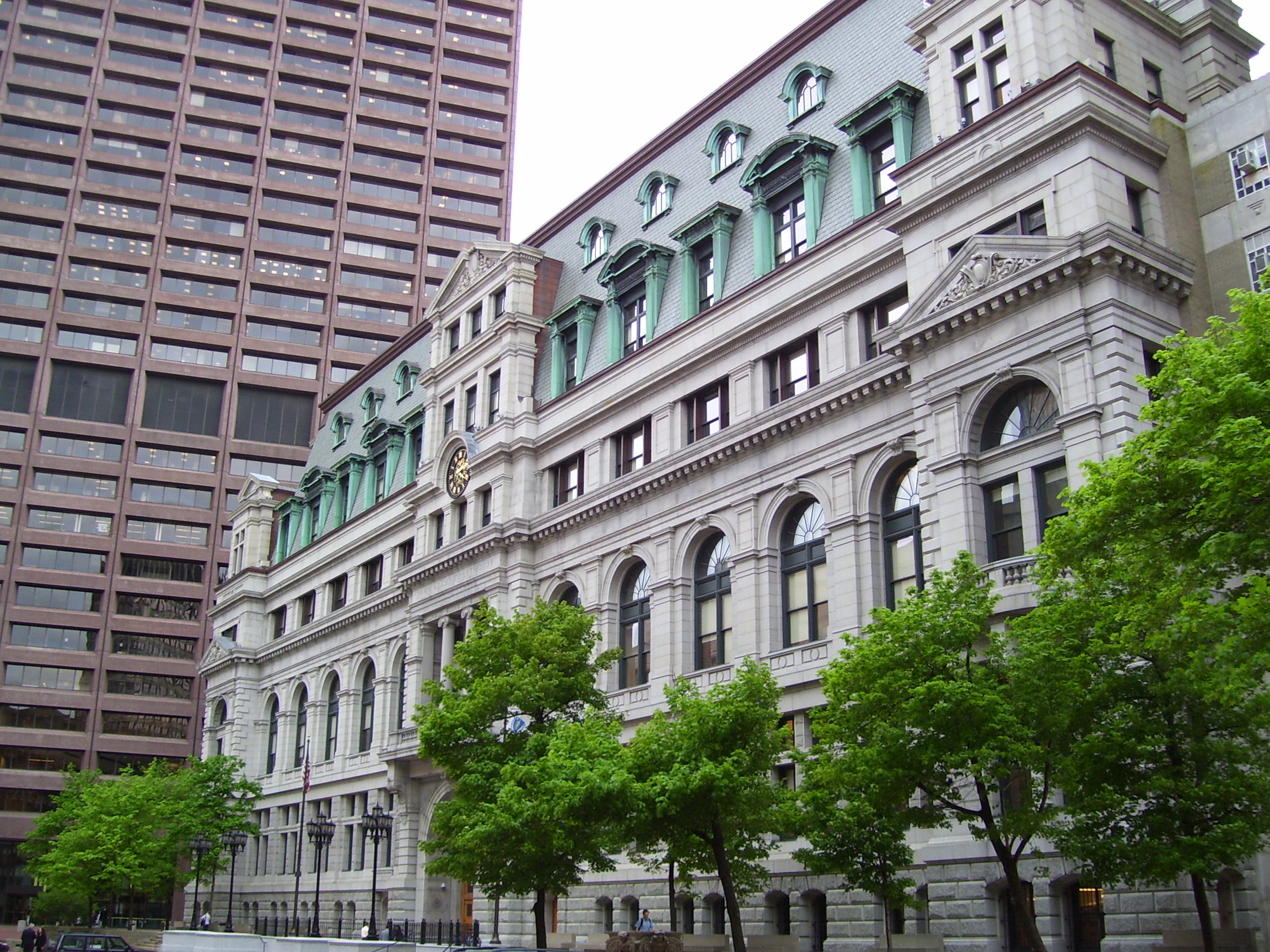
Edifício do Supremo Tribunal Judicial de Massachusetts.

O Supremo Tribunal Judicial de Massachusetts (SJC) é a mais alta instância do Poder Judiciário de Massachusetts, um Estado dos Estados Unidos. O SJC tem a distinção de ser o mais antigo tribunal de recurso em funcionamento nas Américas, tendo sido estabelecido em 1692 como Suprema Corte de Judicatura de Massachusetts.
Embora tenha sido historicamente composto por quatro juízes associados e um chefe de justiça, o tribunal é atualmente composto por seis juízes associados e um chefe de justiça. Os sete integrantes são indicados pelo governador do Estado, com o consentimento de um conselho executivo.

## Ligações exteriores
- Supreme Judicial Court, site oficial (em inglês)